# Liste der Biografien/Stor
Liste der Biografien |
Portal Biografien |
Personensuche
# |
A |
B |
C |
D |
E |
F |
G |
H |
I |
J |
K |
L |
M |
N |
O |
P |
Q |
R |
S |
T |
U |
V |
W |
X |
Y |
Z |
?
 
Sa |
Sb |
Sc |
Sd |
Se |
Sf |
Sg |
Sh |
Si |
Sj |
Sk |
Sl |
Sm |
Sn |
So |
Sp |
Sq |
Sr |
Ss |
St |
Su |
Sv |
Sw |
Sy |
Sz
 
Sta |
Ste |
Sth |
Sti |
Stj |
Stl |
Sto |
Str |
Sts |
Stt |
Stu |
Stv |
Stw |
Sty
 
Stoa |
Stob |
Stoc |
Stod |
Stoe |
Stof |
Stog |
Stoh |
Stoi |
Stoj |
Stok |
Stol |
Stom |
Ston |
Stoo |
Stop |
Stoq |
Stor |
Stos |
Stot |
Stou |
Stov |
Stow |
Stox |
Stoy |
Stoz
Die Liste der Biografien führt alle Personen auf, die in der deutschsprachigen Wikipedia einen Artikel haben. Dieses ist eine Teilliste mit 424 Einträgen von Personen, deren Namen mit den Buchstaben „Stor“ beginnt.

## Stor
- Stör, Carl (1814–1889), deutscher Violinist
- Stör, Johann Wilhelm, deutscher Zeichner und Kupferstecher
- Stör, Johannes Adam († 1675), deutscher Mediziner und Professor der Medizin in Würzburg
- Štor, Luka (* 1998), slowenischer Fußballspieler
- Stör, Niclas († 1562), deutscher Zeichner und Holzschneider
- Stör, Wilhelm (1893–1977), deutscher Kunstflieger

### Stora
- Stora, Benjamin (* 1950), französischer Historiker jüdisch-algerischer Abstammung
- Stora, Bernard (* 1942), französischer Drehbuchautor und Filmregisseur
- Stora, Raymond (1930–2015), französischer Physiker
- Stora, Vincent (* 1974), französischer Filmkomponist
- Storaas, Vigleik (* 1963), norwegischer Jazzpianist
- Storace, Bernardo, italienischer Komponist und Organist des Barock
- Storace, Francesco (* 1959), italienischer Politiker, Präsident der Region Latium, Gesundheitsminister, Senator
- Storace, Juan Luis (* 1940), uruguayischer Politiker
- Storace, Marc (* 1951), maltesischer Popsänger
- Storace, Nancy (1765–1817), italienisch-britische Sopranistin
- Storace, Stephen (1762–1796), britischer Komponist
- Storai, Carlo (1939–2018), italienischer Radrennfahrer
- Storari, Marco (* 1977), italienischer Fußballtorwart
- Storaro, Vittorio (* 1940), italienischer Kameramann

### Storb
- Storb, Gerhard (1929–2003), deutscher Pädagoge und Genealoge
- Storb, Ilse (* 1929), deutsche Musikwissenschaftlerin, Musikpädagogin und Hochschullehrerin
- Storb, Rainer (* 1935), deutsch-amerikanischer Hämatologe
- Storbeck, Jürgen (* 1946), deutscher Jurist, Direktor von Europol (1999–2004)
- Storbeck, Ludwig (1886–1966), deutscher Historiker und Studienrat
- Storbeck, Siegfried (* 1932), deutscher Generalleutnant
- Storberget, Bjørn (1921–1999), norwegischer Schriftsteller
- Storberget, Knut (* 1964), norwegischer sozialdemokratischer Politiker, Mitglied des Storting

### Storc
- Storch, Alexander Andrejewitsch (1804–1870), russischer Oberstleutnant
- Storch, Alfred (1888–1962), deutscher Psychiater
- Storch, Ally (* 1976), deutsche Musikerin
- Storch, Anne (* 1968), deutsche Linguistin und Professorin für Afrikanistik
- Storch, Anton (1892–1975), deutscher Politiker (CDU), MdB, MdEP
- Storch, Anton M. (1813–1887), österreichischer Komponist, Kapellmeister und Chorleiter
- Storch, Arthur (1870–1947), deutscher Bildhauer und Medailleur
- Storch, Beatrix von (* 1971), deutsche Lobbyistin, Politikerin (AfD), und Rechtsanwältin, MdEPBeatrix von Storch (* 1971)

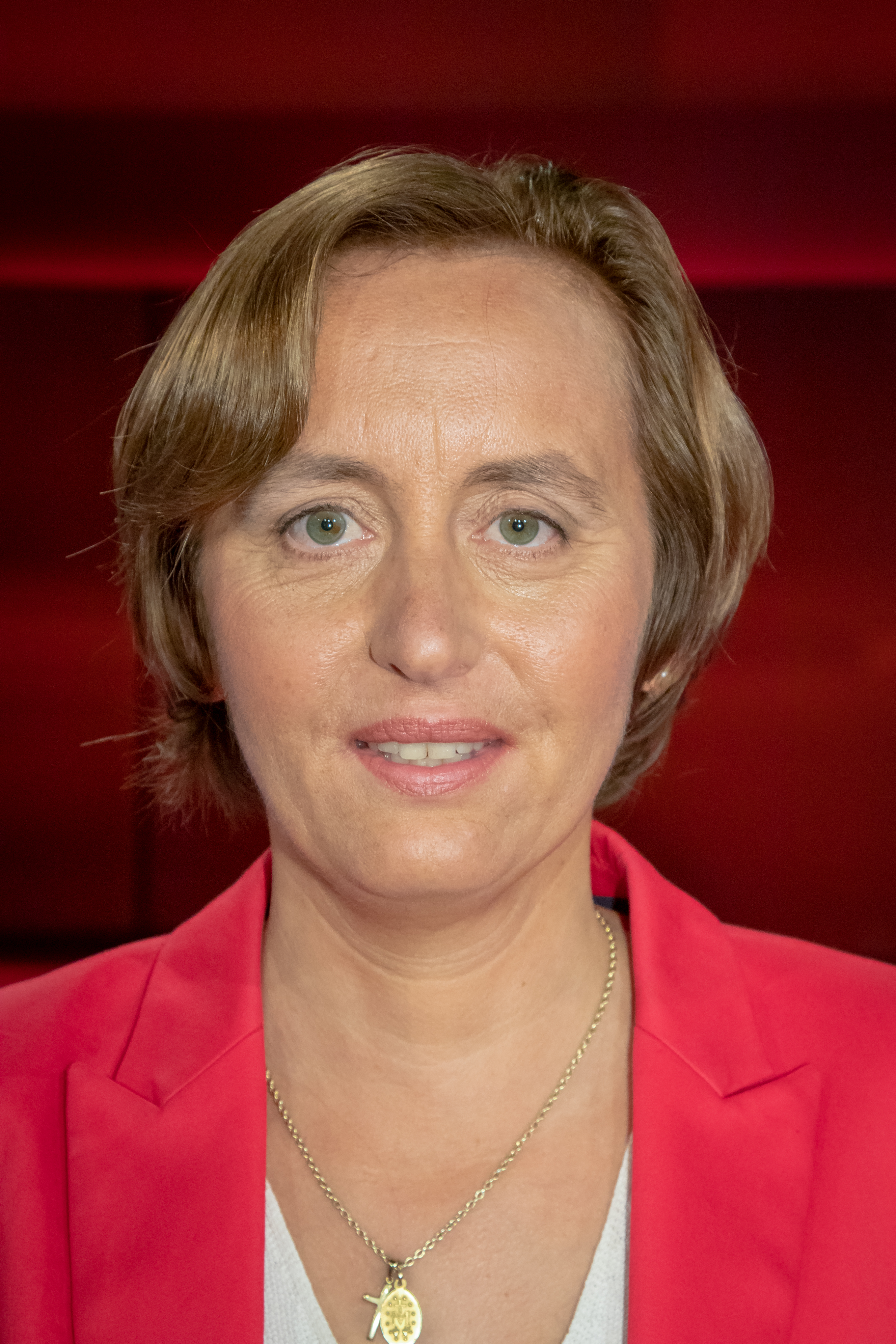
Beatrix von Storch (* 1971)

- Storch, Bernd (1947–2018), deutscher Schauspieler, Hörspielsprecher, Kabarettist und Autor
- Storch, Carl (1868–1955), österreichischer Zeichner, Karikaturist und Krippenschnitzer
- Storch, Carl Ludwig von (1729–1781), Landdrost in Mecklenburg und Regierungsrat in Schwedisch-Pommern
- Storch, Daniela, Zoologin und Klimawissenschaftlerin
- Storch, Eberhard (1905–1978), deutscher Komponist und Textdichter
- Štorch, Eduard (1878–1956), tschechischer Schriftsteller, Pädagoge und Archäologe
- Storch, Frederik Ludvig (1805–1883), dänischer Historien-, Landschafts-, Genre- und Porträtmaler
- Storch, Gerhard (1939–2017), deutscher Paläontologe
- Storch, Günter (1926–2004), deutscher Volkswirt und Politiker (FDP), MdL
- Storch, Hans von (* 1949), deutscher Klimaforscher und Meteorologe
- Storch, Heinrich Friedrich von (1766–1835), deutsch-russischer Ökonom
- Storch, Helmut (1912–2005), deutscher Tierschützer und jahrzehntelanger Betreiber einer Storchenstation
- Storch, Henning von (1934–2018), deutscher Politiker (CDU), MdL
- Storch, Hermann (1908–1988), deutscher Partei- und Gewerkschaftsfunktionär
- Storch, Hillel (1902–1983), lettischer Unternehmer
- Storch, Hinrich (* 1933), deutscher Architekt und Kunstmaler
- Storch, Jin-Song von (* 1961), deutsche Meteorologin und Klimawissenschaftlerin
- Storch, Johann (1681–1751), deutscher Arzt und herzoglicher Leibarzt
- Storch, Karin (* 1947), deutsche Fernsehjournalistin
- Storch, Karl (1913–1992), deutscher Leichtathlet und Olympiamedaillengewinner
- Storch, Karl der Ältere (1864–1954), deutscher Maler und Kunstprofessor
- Storch, Klaus von (* 1962), chilenischer AstronautenkandidatKlaus von Storch (* 1962)

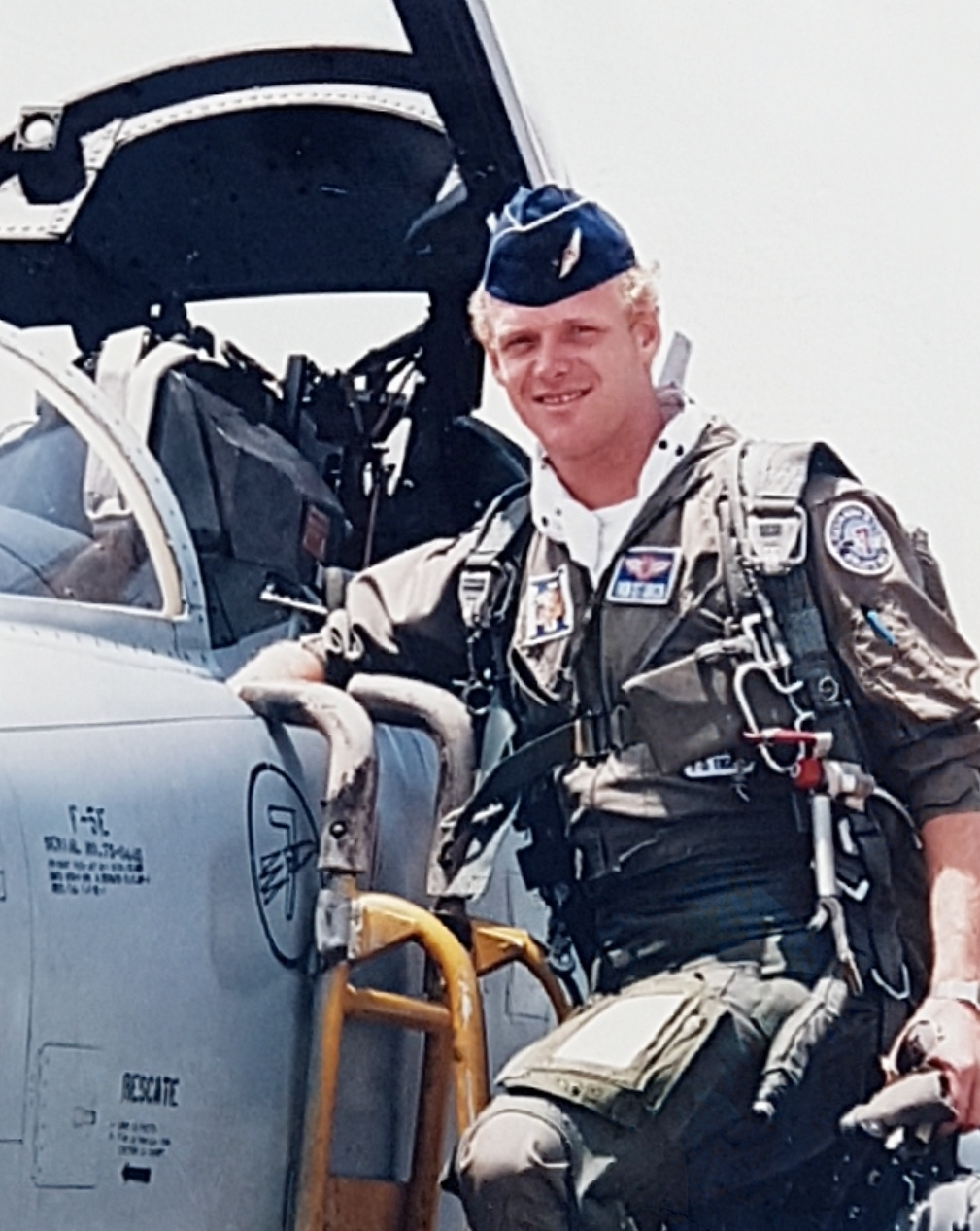
Klaus von Storch (* 1962)

- Storch, Larry (1923–2022), US-amerikanischer Schauspieler und Synchronsprecher
- Storch, Levin, niedersächsischer Bildhauer
- Storch, Ludwig (1803–1881), deutscher Dichter und Schriftsteller, sowie langjähriger Freund von Ludwig Bechstein
- Storch, Maja (* 1958), Psychotherapeutin und Sachbuchautorin
- Storch, Marcus (* 1942), schwedischer Ingenieur und Industrieller
- Storch, Mathias (1883–1957), grönländischer Pastor, Propst, Schriftsteller und Landesrat
- Storch, Nikolaus, Tuchweber und Laienprediger aus dem sächsischen Zwickau
- Storch, Peter (* 1924), grönländischer Pastor, Kommunalpolitiker, Lehrer und Autor
- Storch, Ricardo (1935–2003), chilenischer Fußballspieler
- Storch, Scott (* 1973), amerikanischer Musikproduzent und SongwriterScott Storch (* 1973)

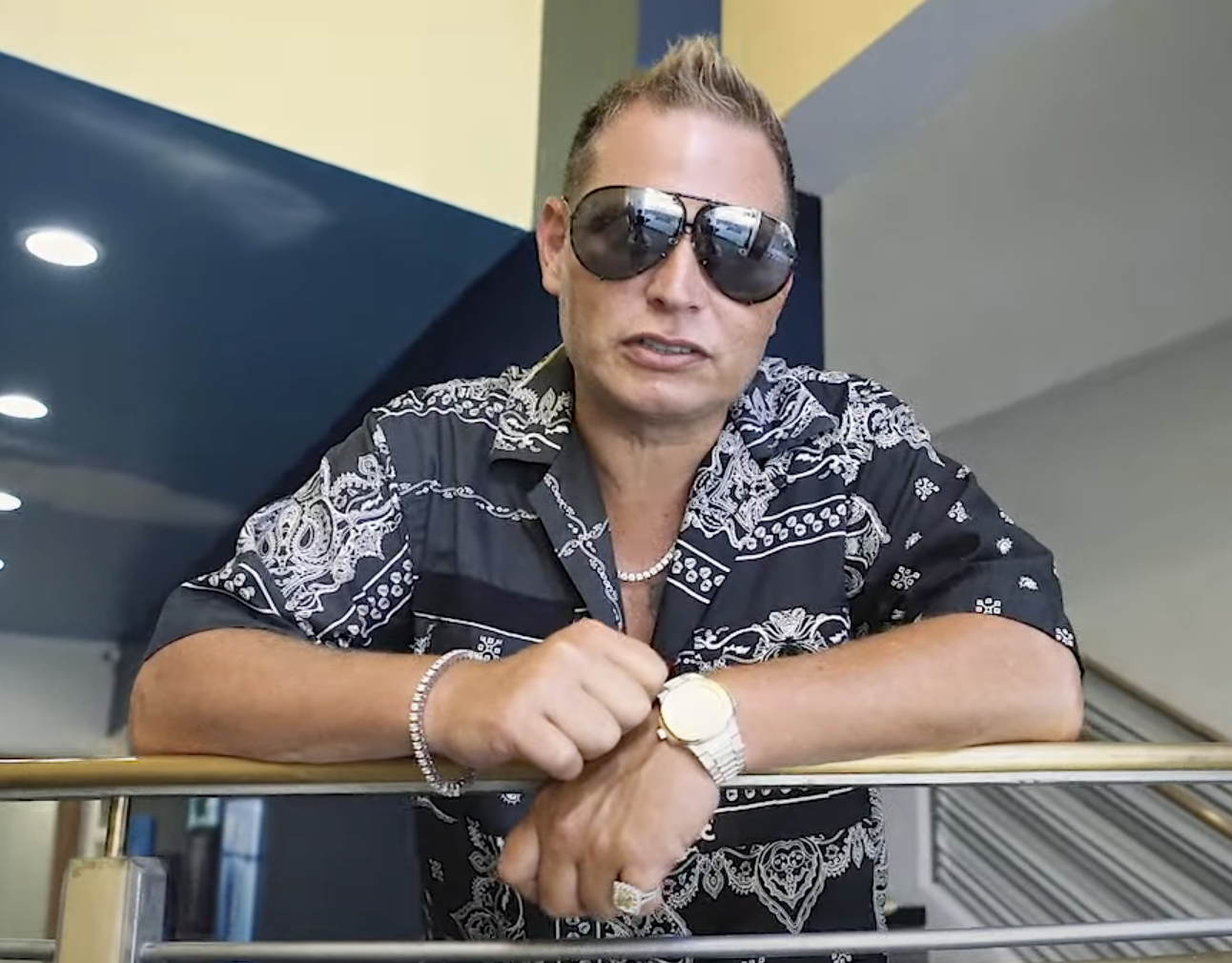
Scott Storch (* 1973)

- Storch, Sven von (* 1970), deutsch-chilenischer Kaufmann
- Storch, Uwe (1940–2017), deutscher Mathematiker
- Storch, Volker (* 1943), deutscher Zoologe
- Storch, Wenzel (* 1961), deutscher Regisseur und Filmproduzent
- Storch, Wolfgang (* 1935), deutscher Film- und Theaterregisseur
- Storch, Wolfgang (* 1943), deutscher Dramaturg, Kurator, Regisseur und Autor
- Storch-Alberti, Anton Josef (1892–1978), österreichischer Maler
- Storch-Pestalozza, Gisela (* 1940), deutsche Kostümbildnerin
- Storchenau, Sigismund von (1731–1797), österreichischer Jesuit, Philosoph, Theologe und Autor
- Storchenegger, Martha (* 1964), Schweizer Politikerin (CVP)
- Storchi-Bergmann, Thaisa (* 1955), brasilianische Astrophysikerin und Hochschullehrerin
- Storchio, Rosina (1872–1945), italienische Opernsängerin (Sopran)
- Storchová, Zuzana (* 1970), tschechische Biologin
- Storck, Abraham (1644–1708), niederländischer Marinemaler
- Storck, Adam (1780–1822), deutscher Lehrer und Historiker
- Storck, Adolf Eduard (1854–1913), deutscher Landschaftsmaler und Marinemaler der Düsseldorfer Schule
- Störck, Anton von (1731–1803), österreichischer Mediziner
- Storck, Bernd (* 1963), deutscher Fußballspieler und -trainerBernd Storck (* 1963)

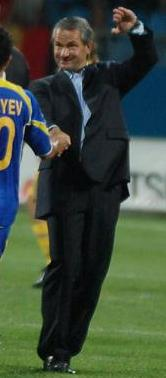
Bernd Storck (* 1963)

- Storck, Carl (1893–1950), amerikanischer American-Football-Funktionär
- Storck, Carlo (* 1938), deutscher Fußballspieler
- Storck, Frederic (1872–1942), rumänischer Bildhauer
- Storck, Friedrich (1838–1915), deutscher Schriftsteller und Dichter
- Storck, Gerhard (1940–2008), deutscher Kunsthistoriker und Museumsdirektor
- Storck, Günther (1938–1993), deutscher katholischer Priester und sedisprivationistischer Bischof
- Storck, Hans (1899–1954), deutscher Verwaltungsjurist, Landrat des Kreises Iserlohn (1932–1936)
- Storck, Hans (1912–2000), deutscher Dirigent
- Storck, Heinrich Wilhelm (1808–1850), deutscher Karikaturist
- Storck, Helga (* 1943), deutsche Schauspielerin und Drehbuchautorin
- Storck, Henri (1907–1999), belgischer Filmemacher, Filmregisseur, Dokumentarfilmer und Hochschullehrer
- Storck, Joachim W. (1922–2011), deutscher Literaturwissenschaftler
- Storck, Johannes (1829–1914), katholischer Priester der Diözese Speyer, Dekan, Publizist
- Storck, Josef von (1830–1902), österreichischer Architekt und Kunstgewerbler
- Storck, Karl Ludwig (1891–1955), deutscher Politiker (SPD), Landtagsabgeordneter Volksstaat Hessen
- Storck, Karsten (* 1973), deutscher Kirchenmusiker
- Storck, Klaus (1928–2011), deutscher Cellist und Hochschullehrer
- Storck, Louis (1928–2012), deutscher Verwaltungsjurist und Manager
- Storck, Maja (* 1998), Schweizer VolleyballspielerinMaja Storck (* 1998)

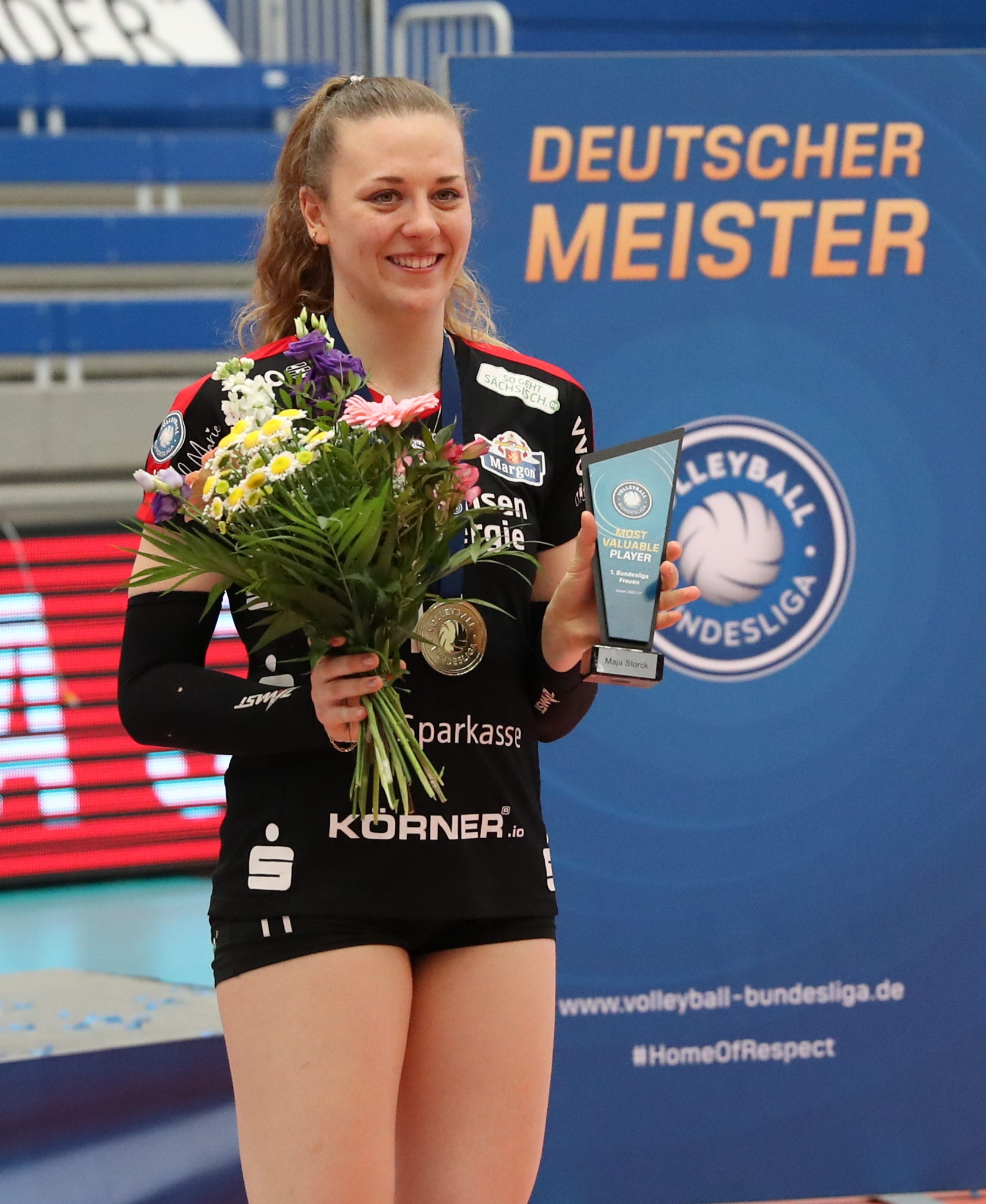
Maja Storck (* 1998)

- Storck, Margret (* 1954), deutsche Malerin und Fotografin
- Storck, Martin (* 1961), deutscher GefäßchirurgMartin Storck (* 1961)

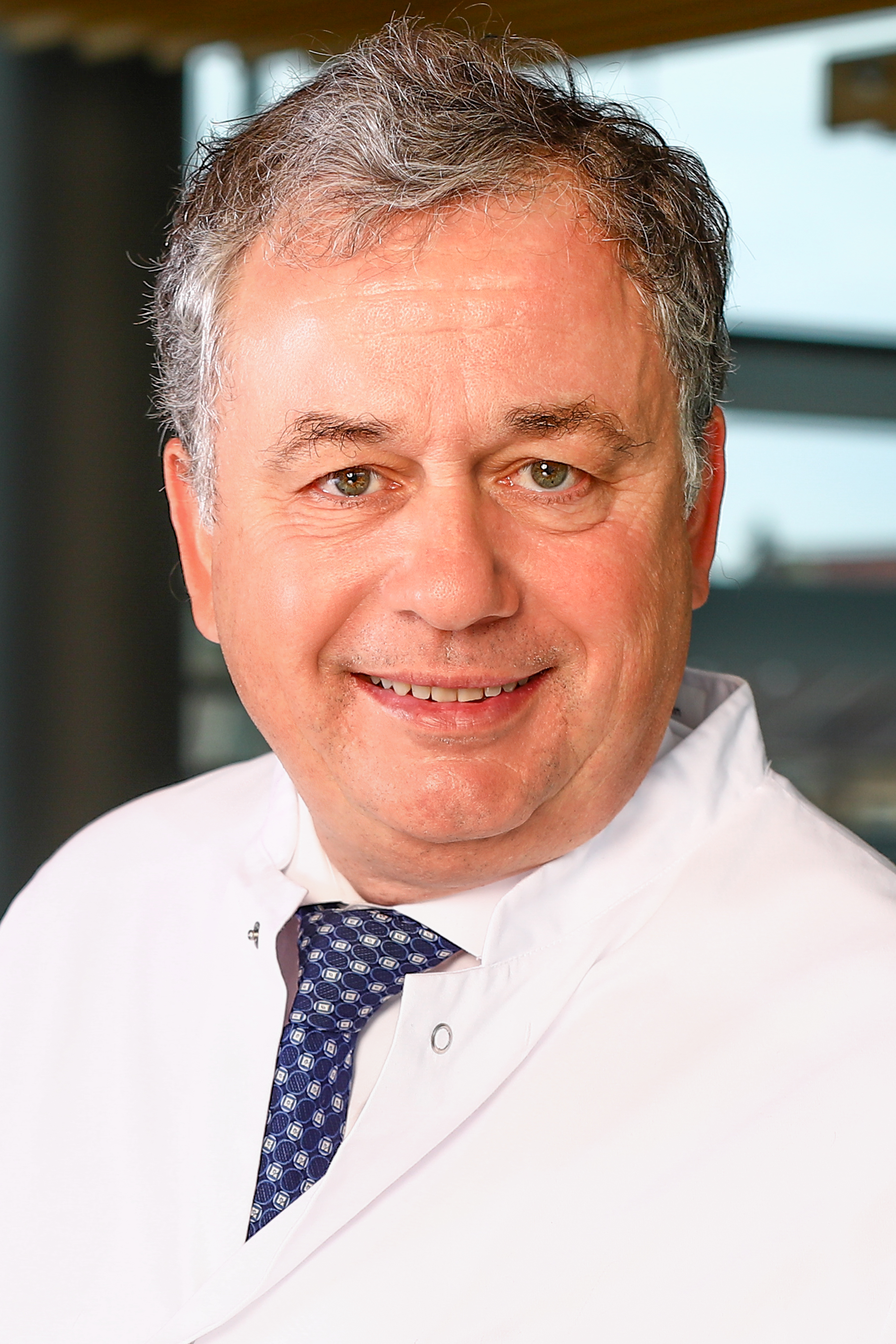
Martin Storck (* 1961)

- Storck, Matthias (* 1956), deutscher Autor und Pfarrer, politischer Häftling in der DDR
- Störck, Paul (1923–2001), österreichischer Jurist, Verbandsanwalt
- Störck, Paul von (1850–1920), österreichischer Gutsbesitzer und Politiker, Pionier des Genossenschaftswesens in Österreich
- Storck, Rainer (* 1958), deutscher neuapostolischer Geistlicher
- Storck, Ruben (* 2004), deutscher Filmschauspieler und Kinderdarsteller
- Storck, Rudolf (1884–1961), deutscher Landrat
- Storck, Timo (* 1980), deutscher Psychologe und Psychoanalytiker
- Storck, Viktor (1877–1969), deutscher Schriftsteller und Dichter
- Storck, Wilhelm (1829–1905), deutscher Dichter, Germanist, Romanist und Übersetzer
- Storck-Duvenbeck, Katharina (* 1968), deutsche Autorin
- Storcz, Botond (* 1975), ungarischer Kanute

### Stord
- Stordahl, Axel (1913–1963), US-amerikanischer Trompeter, Arrangeur und Bandleader
- Stordal, Rune (* 1979), norwegischer Eisschnellläufer
- Stordalen, Gunhild (* 1979), norwegische Ärztin und Umweltaktivistin
- Stordalen, Morten (* 1968), norwegischer Politiker
- Storde, Klaus (* 1947), deutscher Bildender Künstler
- Stordel, Kurt (1901–1993), deutscher Zeichner, Maler, Karikaturist und Buchillustrator
- Stordeur, Danielle (* 1944), französische Prähistorikerin

### Store
- Støre, Heidi (* 1963), norwegische Fußballspielerin
- Støre, Jonas Gahr (* 1960), norwegischer PolitikerJonas Gahr Støre (* 1960)

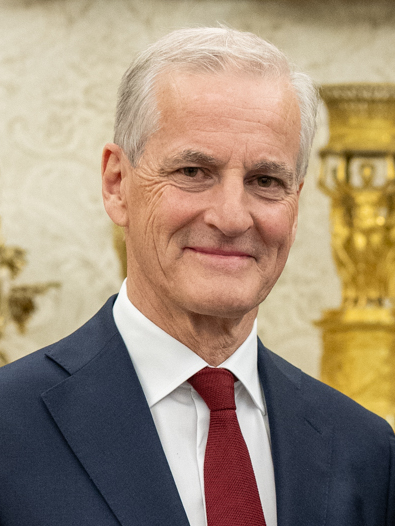
Jonas Gahr Støre (* 1960)

- Storeck, Eberhard (1933–2015), deutscher Synchronsprecher, Dialogregisseur und Dialogbuchautor
- Storehaug, Tore (* 1992), norwegischer Politiker
- Storelli, André (1911–2007), französischer Admiral
- Storer, Bellamy (1796–1875), US-amerikanischer Politiker der United States Whig Party
- Storer, Bellamy (1847–1922), US-amerikanischer Diplomat und Politiker der Republikanischen Partei
- Storer, Christopher, US-amerikanischer Regisseur, Drehbuchautor und Filmproduzent
- Storer, Clement (1760–1830), britisch-amerikanischer Politiker (Demokratisch-Republikanische Partei)
- Storer, David Humphreys (1804–1891), US-amerikanischer Arzt und Zoologe
- Storer, Harry (1870–1908), englischer Fußballtorwart und Cricketspieler
- Storer, Horatio Robinson (1830–1922), US-amerikanischer Arzt, Abtreibungsgegner und Numismatiker
- Storer, Johann Christoph († 1671), deutscher Maler
- Storer, John (1796–1867), US-amerikanischer Kaufmann und Philanthrop
- Storer, John (1858–1931), britischer Organist und Komponist
- Storer, Michael (* 1997), australischer RadrennfahrerMichael Storer (* 1997)

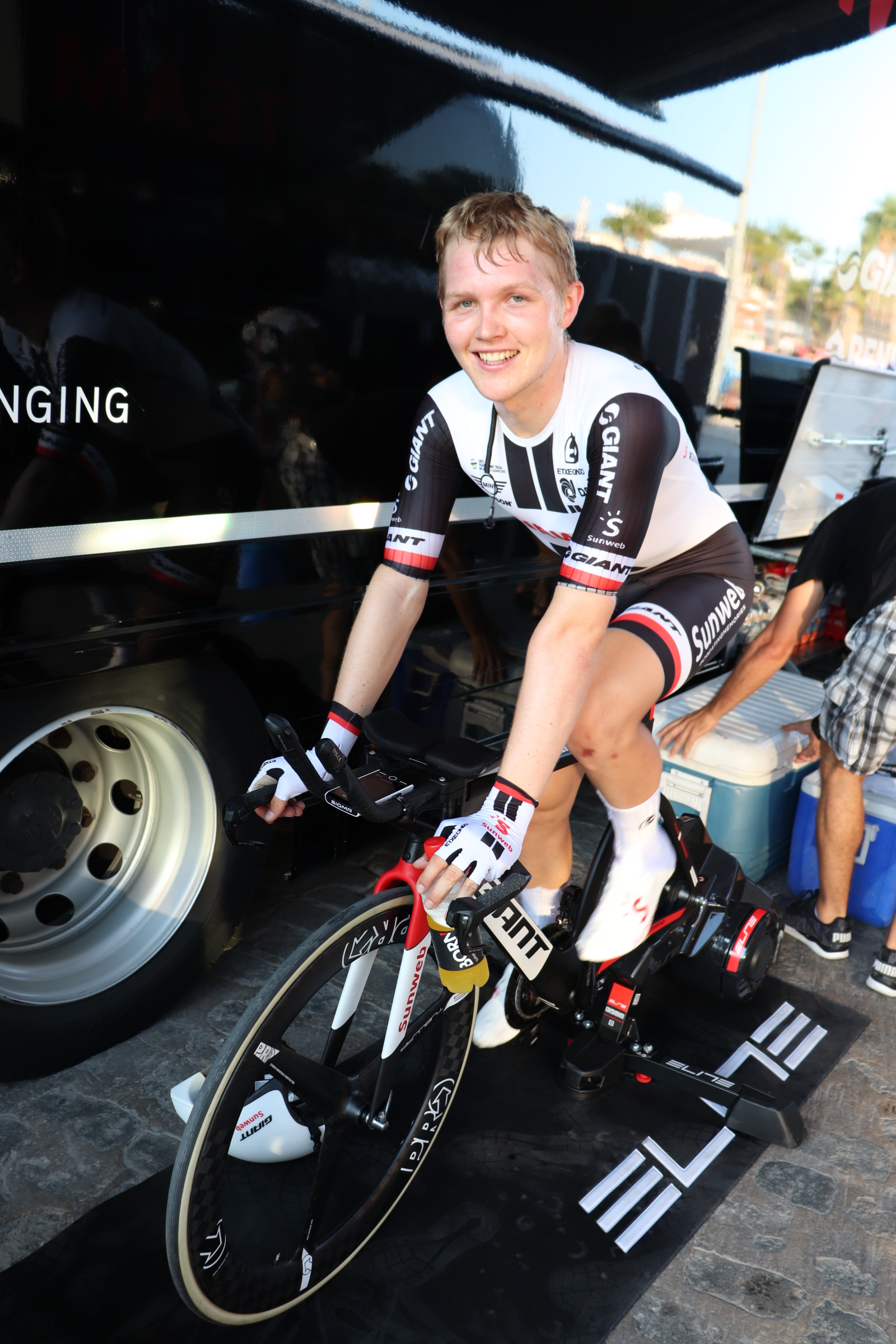
Michael Storer (* 1997)

- Storer, Tracy I. (1889–1973), US-amerikanischer Mammaloge, Ornithologe und Herpetologe
- Storero, Luciano (1926–2000), italienischer Geistlicher, Diplomat des Heiligen Stuhls
- Storey, Awvee (* 1977), US-amerikanischer Basketballspieler und -trainer
- Storey, Barney (* 1977), britischer Bahnradsportler
- Storey, David (1933–2017), britischer Dramatiker, Romancier und Drehbuchautor
- Storey, Dominic (* 1989), neuseeländischer Rennfahrer
- Storey, Dudley (1939–2017), neuseeländischer Ruderer
- Storey, John (* 1987), neuseeländischer Ruderer
- Storey, Leonidas Jefferson (1834–1909), US-amerikanischer Politiker
- Storey, Marcus (* 1982), US-amerikanischer Fußballspieler
- Storey, Mike, Baron Storey (* 1949), britischer liberaldemokratischer Politiker
- Storey, Pat (* 1960), britische anglikanische Bischöfin der Church of Ireland
- Storey, Peter (* 1945), englischer Fußballspieler
- Storey, Robert G. (1893–1981), US-amerikanischer Jurist
- Storey, Robin (* 1955), britischer Musiker, Maler, Grafiker und Medienkünstler
- Storey, Samuel, Baron Buckton (1896–1978), britischer Politiker (Conservative Party), Mitglied des House of Commons
- Storey, Sarah (* 1977), britische Schwimmerin und Radrennfahrerin
- Storey, Sean (* 1971), englischer Snookerspieler
- Storey-Moore, Ian (* 1945), englischer Fußballspieler und -trainer
- Storez, Claude (1927–1959), französischer Autorennfahrer

### Storf
- Storfer, Adolf Josef (1888–1944), österreichischer Schriftsteller, Journalist und Verleger
- Storfer, Berthold (1880–1944), Leiter des Ausschusses für jüdische Überseetransporte
- Storfinger, Max (1904–1945), deutscher römisch-katholischer Elektromonteur und Märtyrer

### Storg
- Storgaard, Finn (* 1943), dänischer Schauspieler
- Storgård, Johan (* 1964), finnischer Schauspieler

### Storh
- Storhaug, Bjørg (* 1962), norwegische Fußballspielerin
- Storhaug, Turid (* 1968), norwegische Fußballspielerin
- Storhøi, Dennis (* 1960), norwegischer Film- und Theater-Schauspieler
- Storholt, Jan Egil (* 1949), norwegischer Eisschnellläufer

### Stori
- Stori, Bruno (* 1955), italienischer Schauspieler, Regisseur und Dramatiker
- Störi, Eliane (* 1993), Schweizer Unihockeyspielerin
- Stori, Kabir (1942–2006), afghanischer Dichter
- Störi, Martin († 1544), Bibliothekar des Klosters St. Gallen
- Storie, Craig (* 1996), schottischer Fußballspieler
- Storie, Erin (* 1991), US-amerikanische Triathletin
- Störig, Hans Joachim (1915–2012), deutscher Sachbuchautor und Lexikograf
- Storimans, Stan (1969–2008), niederländischer Kameramann
- Storioni, Lorenzo (1744–1816), italienischer Geigenbauer

### Storj
- Storjohann, Gero (1958–2023), deutscher Politiker (CDU), MdL, MdBGero Storjohann (1958–2023)

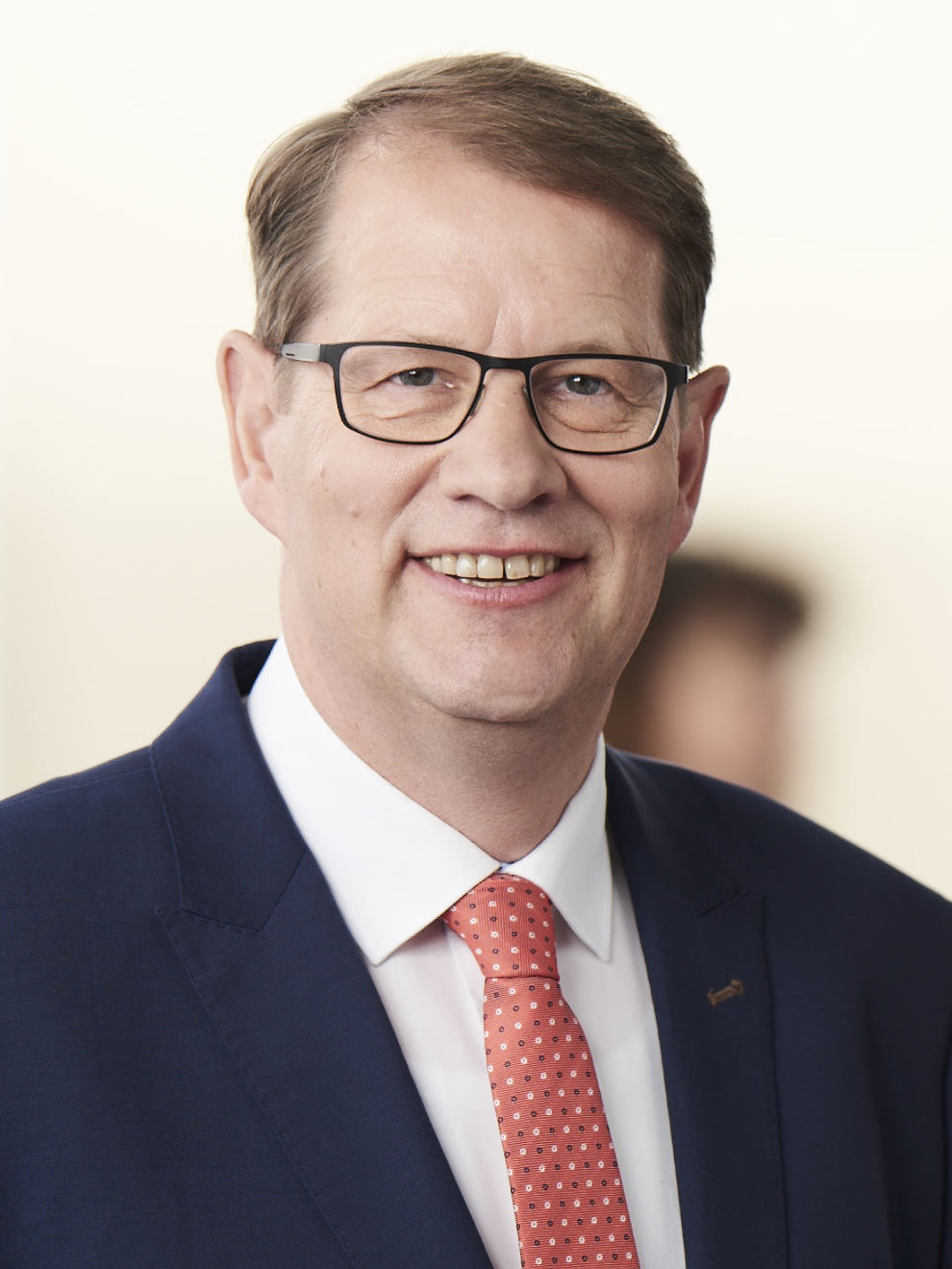
Gero Storjohann (1958–2023)

- Storjohann, Uwe (1925–2021), deutscher Autor, Hörspielregisseur und Hörfunk-Redakteur

### Stork
- Stork, Abia (1869–1934), grönländischer Landesrat
- Stork, Alfred (1923–2018), deutscher Soldat
- Stork, Charles (1881–1971), amerikanischer Schriftsteller, Poet und Übersetzer
- Stork, Dominik (* 1992), deutscher Volleyball- und Beachvolleyballspieler
- Stork, Edith (1945–2023), deutsche Buchautorin und Unternehmerin
- Stork, Florian (* 1997), deutscher RadrennfahrerFlorian Stork (* 1997)

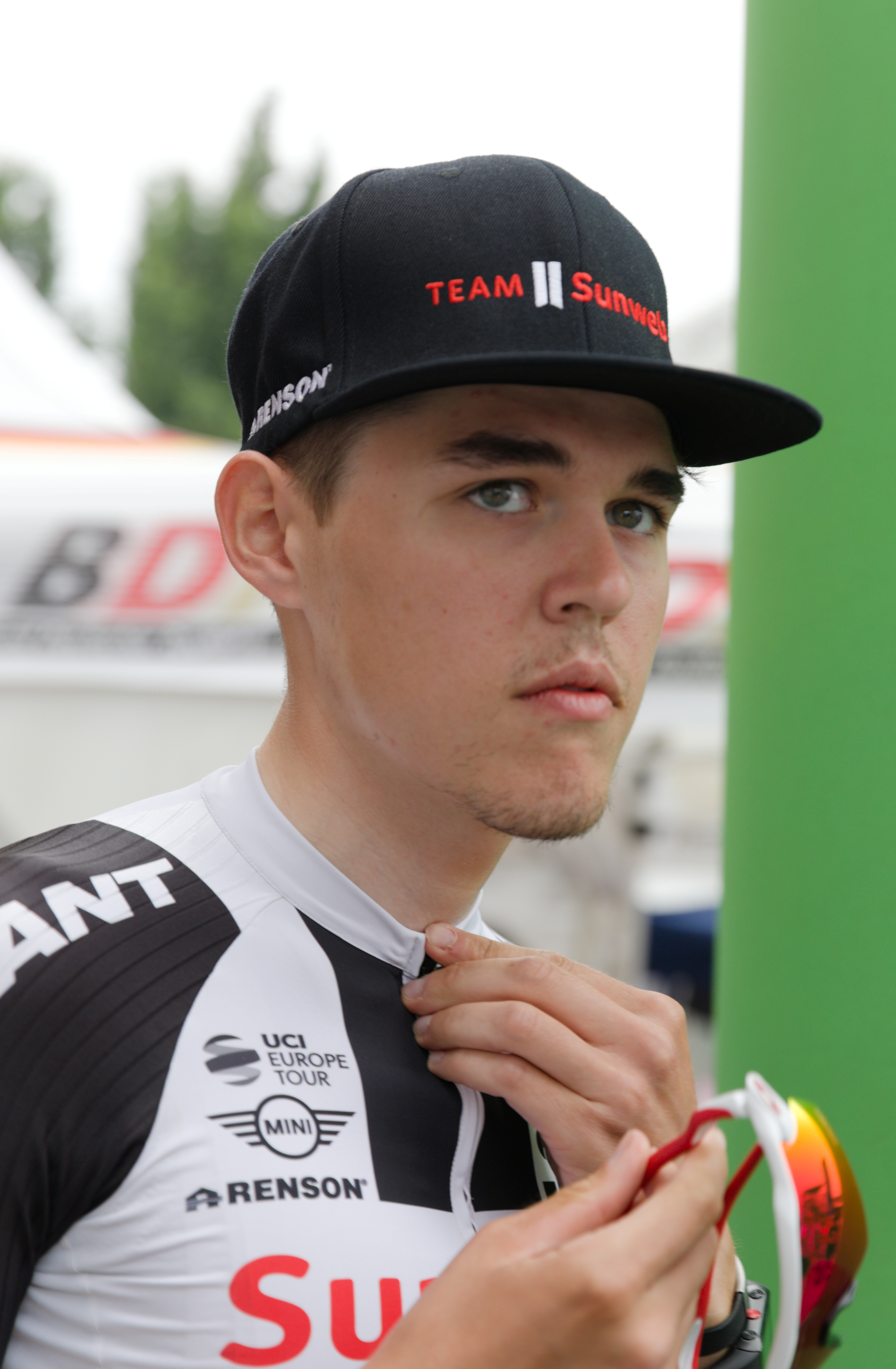
Florian Stork (* 1997)

- Stork, Friedrich Konrad (1914–1988), deutscher Weinbauer und Politiker (FDP), MdL Baden-Württemberg
- Stork, Gilbert (1921–2017), US-amerikanischer Chemiker
- Stork, Gudmand (1875–1936), grönländischer Landesrat
- Stork, Hans-Walter (* 1960), deutscher Bibliothekar und Kunsthistoriker
- Stork, Hansi (1917–2015), österreichische Sängerin, Bühnen- und Filmschauspielerin
- Stork, Hermann (1911–1962), deutscher Wasserspringer
- Štork, Irina (* 1993), estnische Eistänzerin
- Štork, Jaroslav (1909–1980), tschechoslowakischer Geher
- Stork, Jeffrey (* 1960), US-amerikanischer Volleyballspieler und Olympiasieger
- Stork, Johann Albert (1860–1929), deutscher Landwirt, Bürgermeister von Schallstadt und Mitglied der Badischen Ständeversammlung
- Stork, Monika (* 1961), deutsche Tischtennisspielerin
- Stork, Natasa (* 1984), ungarische Film- und Theaterschauspielerin
- Stork, Sarah (* 1987), deutsche Schauspielerin
- Stork, Sture (1930–2002), schwedischer Segler
- Störk, Werner (* 1950), deutscher Lehrer, Autor und Heimathistoriker
- Storke, Adam (* 1962), US-amerikanischer Schauspieler
- Storke, Harry P. (1905–1985), US-amerikanischer Offizier, Generalleutnant der US Army
- Storke, Thomas M. (1876–1971), US-amerikanischer Politiker
- Størkersen, Størker (1883–1940), norwegischer Seemann und Polarforscher
- Storkmann, Klaus (* 1976), deutscher Offizier und Historiker
- Storková, Dolores (* 1960), tschechische Beachvolleyballspielerin
- Štorková, Pavlína (* 1980), tschechische Schauspielerin
- Storks, Sören (* 1986), deutscher Fußballschiedsrichter

### Storl
- Storl, David (* 1990), deutscher KugelstoßerDavid Storl (* 1990)

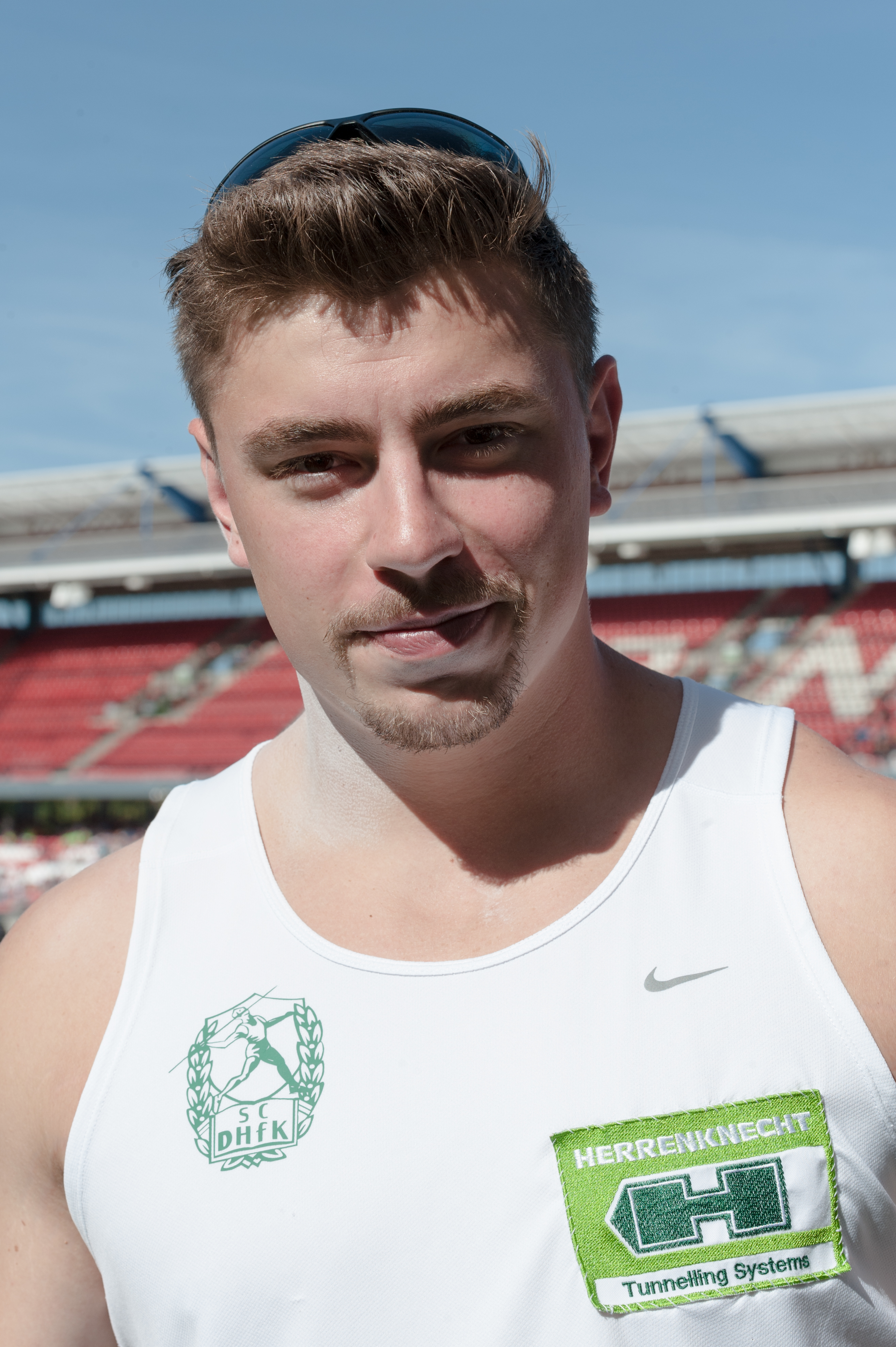
David Storl (* 1990)

- Störl, Dennis (* 1979), deutscher Skispringer
- Störl, Johann Georg Christian (1675–1719), deutscher Kapellmeister und Organist
- Störl, Kerstin (* 1958), deutsche Hochschullehrerin für Romanistik
- Storl, Wolf-Dieter (* 1942), deutschamerikanischer Kulturanthropologe, Ethnobotaniker und BuchautorWolf-Dieter Storl (* 1942)

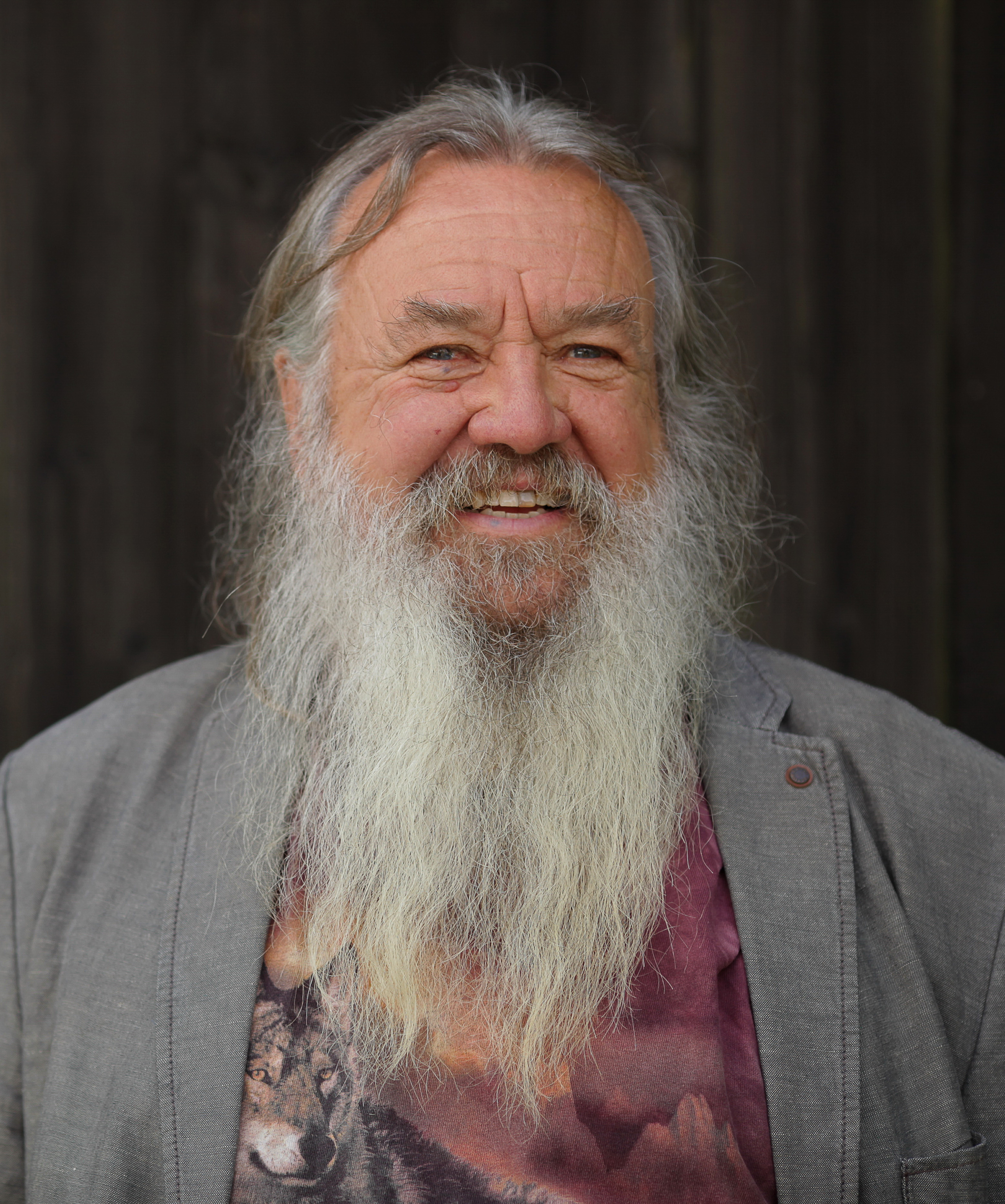
Wolf-Dieter Storl (* 1942)

- Storlien, Gudmund (* 1990), norwegischer Nordischer Kombinierer
- Storlien, Ole Martin (* 1988), norwegischer Nordischer Kombinierer
- Storløkken, Lene (* 1981), norwegische Fußballspielerin
- Storløkken, Ståle (* 1969), norwegischer Jazzmusiker (Keyboards, Komposition)

### Storm
- Storm Petersen, Robert (1882–1949), dänischer Maler, Cartoonist, Schnellzeichner, Conférencier, Kabarettist und Schauspieler
- Storm, Andrea (* 1964), deutsche Autorin
- Storm, Andreas (* 1964), deutscher Schriftsteller
- Storm, Andreas (* 1964), deutscher Politiker (CDU)
- Storm, Billy (1938–1983), amerikanischer Rhythm-and-Blues-Sänger
- Storm, Christian (* 1971), deutscher Schauspieler
- Storm, Edvard (1749–1794), norwegischer Dichter und Pädagoge
- Storm, Emy (1925–2014), schwedische Schauspielerin
- Storm, Ernst (1894–1980), deutscher Volkswirtschaftler und Hochschullehrer
- Štorm, František (* 1966), tschechischer Typograf
- Storm, Frederic (1844–1935), US-amerikanischer Politiker
- Storm, Frederik (* 1989), deutsch-dänischer Eishockeyspieler
- Storm, Friedrich-Karl (1913–1987), deutscher Landwirt und Politiker (CDU), MdB
- Storm, Gale (1922–2009), US-amerikanische Schauspielerin und Sängerin
- Storm, Gerhard (1888–1942), Märtyrer der katholischen Kirche
- Storm, Graeme (* 1978), englischer Golfer
- Storm, Gustav (1845–1903), norwegischer Historiker, Schriftsteller und Professor
- Storm, Hans-Hermann (* 1937), deutscher Buchautor und Heimatforscher
- Storm, James (* 1941), US-amerikanischer Ruderer
- Storm, James (* 1977), US-amerikanischer WrestlerJames Storm (* 1977)

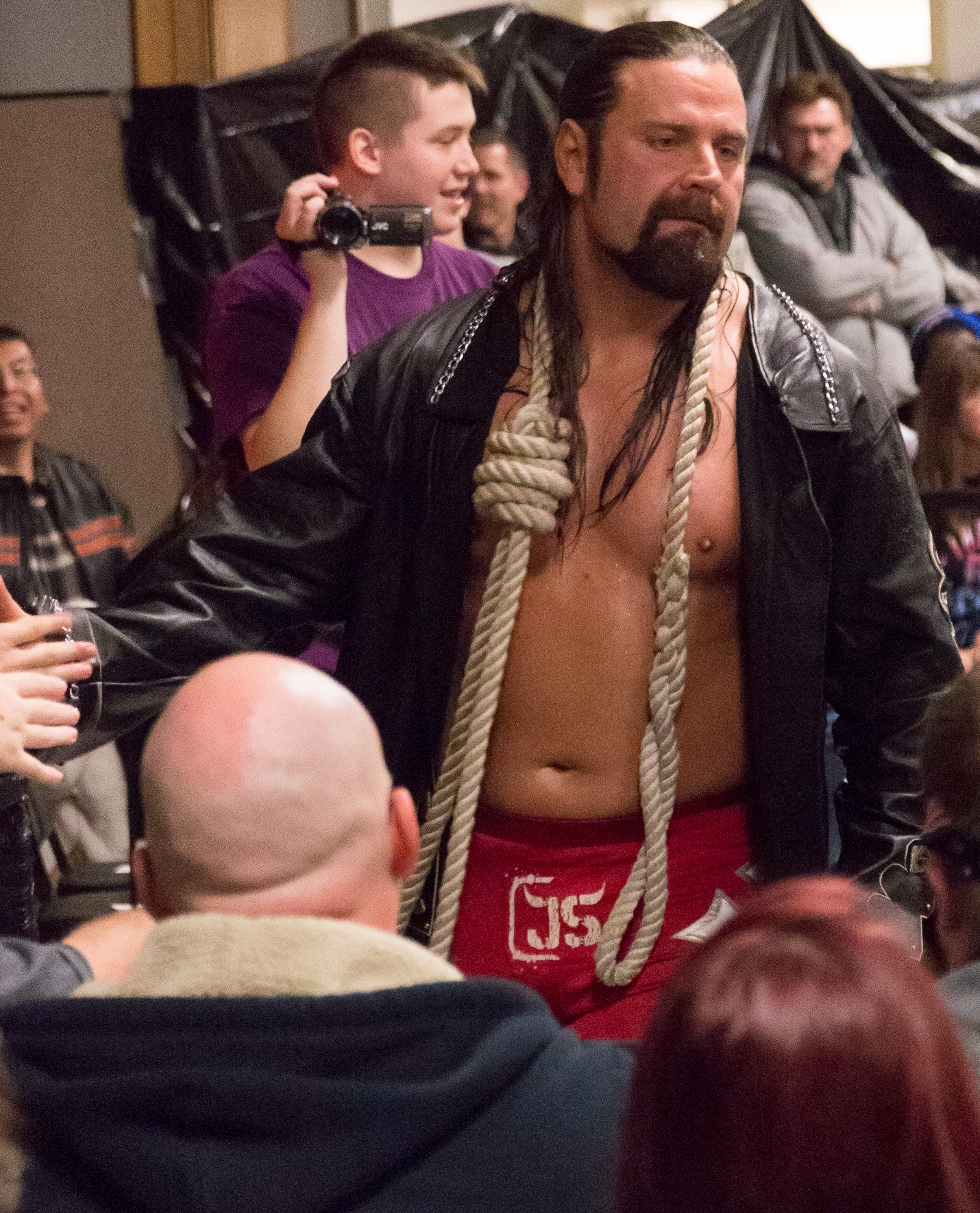
James Storm (* 1977)

- Storm, Johan (1836–1920), norwegischer Sprachforscher
- Storm, Johann Casimir (1790–1874), deutscher Rechtsgelehrter
- Storm, John Brutzman (1838–1901), US-amerikanischer Politiker
- Storm, Kerstin (* 1980), deutsche Sinologin
- Storm, Lance (* 1969), kanadischer WrestlerLance Storm (* 1969)

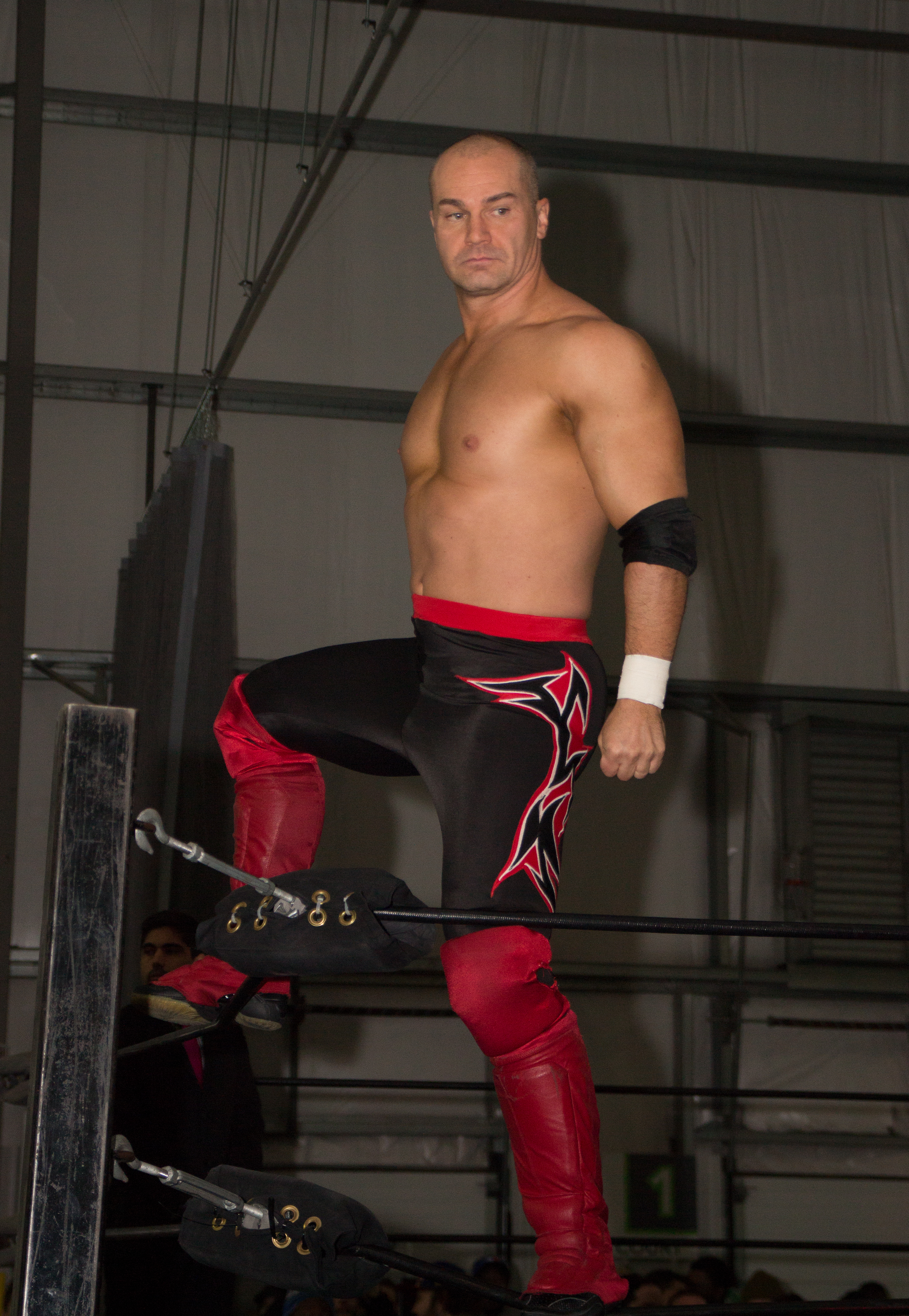
Lance Storm (* 1969)

- Storm, Leo (1908–1981), deutscher Volkswirt und Politiker (CDU), MdB
- Storm, Mandyleigh (* 1972), englisch-australische Sängerin und Songwriterin
- Storm, Michael (* 1959), US-amerikanischer Pentathlet
- Storm, Nikola (* 1994), belgischer Fußballspieler
- Storm, Olaf (1894–1931), deutscher Schauspieler beim Stummfilm
- Storm, Otto (1874–1950), österreichischer Schauspieler
- Storm, Paul (1880–1951), deutscher Maler und Grafiker
- Storm, Peter-Christoph (* 1936), deutscher Jurist
- Storm, Ramona (* 1958), deutsche Politikerin (AfD), MdL Bayern
- Storm, Rolf (* 1945), deutscher Politiker (FDP, LD), MdBB
- Storm, Rory (1938–1972), britischer Rockmusiker, Sänger
- Storm, Ruth (1905–1993), deutsche Schriftstellerin
- Storm, Selina (* 1987), deutsche Politikerin (Bündnis 90/Die Grünen), MdHB
- Storm, Sidsel (* 1982), dänische Jazzmusikerin (Gesang, Komposition)
- Storm, Tempest (1928–2021), US-amerikanische Burlesque-Tänzerin und Filmschauspielerin
- Storm, Theodor (1817–1888), deutscher Schriftsteller
- Storm, Theodor (* 2005), dänischer Radrennfahrer
- Storm, Thomas (1749–1833), US-amerikanischer Politiker
- Storm, Thorsten (* 1964), deutscher Handballspieler und Handballmanager
- Storm, Tim (* 1956), kanadischer Ruderer
- Storm, Tobias (* 2004), dänischer Fußballspieler
- Storm, Tom (* 1965), schwedischer Poolbillardspieler
- Storm, Toni (* 1995), neuseeländische Wrestlerin
- Storm, Wolfgang (1939–2004), deutscher Regionalplaner
- Storm-Mathisen, Jon (* 1941), norwegischer Neurowissenschaftler
- Štorman, Marco (* 1980), deutscher Theaterregisseur
- Stormanns, Helena (* 1963), deutsche Springreiterin
- Stormare, Peter (* 1953), schwedischer SchauspielerPeter Stormare (* 1953)

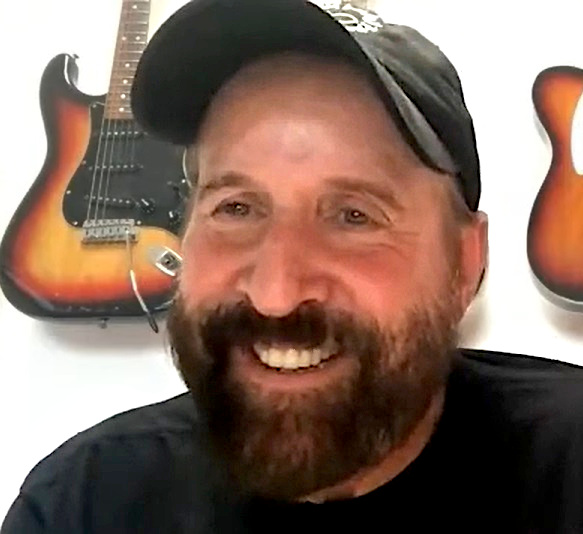
Peter Stormare (* 1953)

- Storme, Lucien (1916–1945), belgischer Radrennfahrer
- Storme, Matthias (* 1959), flämischer Jurist und liberalkonservativer Denker, Schriftsteller und Politiker
- Störmer, Albert (1847–1922), deutscher Kapitän, Gewerkschafter
- Størmer, Carl (1874–1957), norwegischer Geophysiker und Mathematiker
- Stormer, Carsten (* 1973), deutscher Journalist und Kriegsberichterstatter
- Störmer, Cathrin (* 1969), deutsche Theater- und Filmschauspielerin
- Störmer, Christoph (* 1950), deutscher evangelischer Theologe, Pädagoge und Autor
- Størmer, Erling (* 1937), norwegischer Mathematiker
- Störmer, Gottfried (* 1959), deutscher Kommunalpolitiker, Polizeipräsident und Bürgermeister
- Störmer, Horst Ludwig (* 1949), deutscher Physiker
- Störmer, Jan (* 1942), deutscher Architekt
- Størmer, Leif (1905–1979), norwegischer Geologe und Paläontologe
- Störmer, Rainer (* 1961), deutscher Jurist, Richter am Bundesverwaltungsgericht
- Störmer, Rolf (1907–1982), deutscher Architekt
- Störmer, Wilhelm (1928–2015), deutscher Historiker und Hochschullehrer
- Störmer-Caysa, Uta (* 1957), deutsche Germanistin
- Störmer-Hemmelgarn, Elisabeth (* 1948), deutsche Malerin
- Stormo, Gary (* 1950), amerikanischer Genetiker
- Stormoen, Jake (* 1988), US-amerikanischer Schauspieler, Filmproduzent und Filmregisseur
- Storms Bento, Irene (1923–2006), deutsche Zirkusreiterin
- Storms, Adolf (1919–2010), reichsdeutscher SS-Angehöriger und Kriegsverbrecher
- Storms, Émile (1846–1918), belgischer Offizier, Forschungsreisender und Beamter
- Storms, Réginald (1880–1948), belgischer Sportschütze
- Stormzy (* 1993), britischer Grime-MusikerStormzy (* 1993)

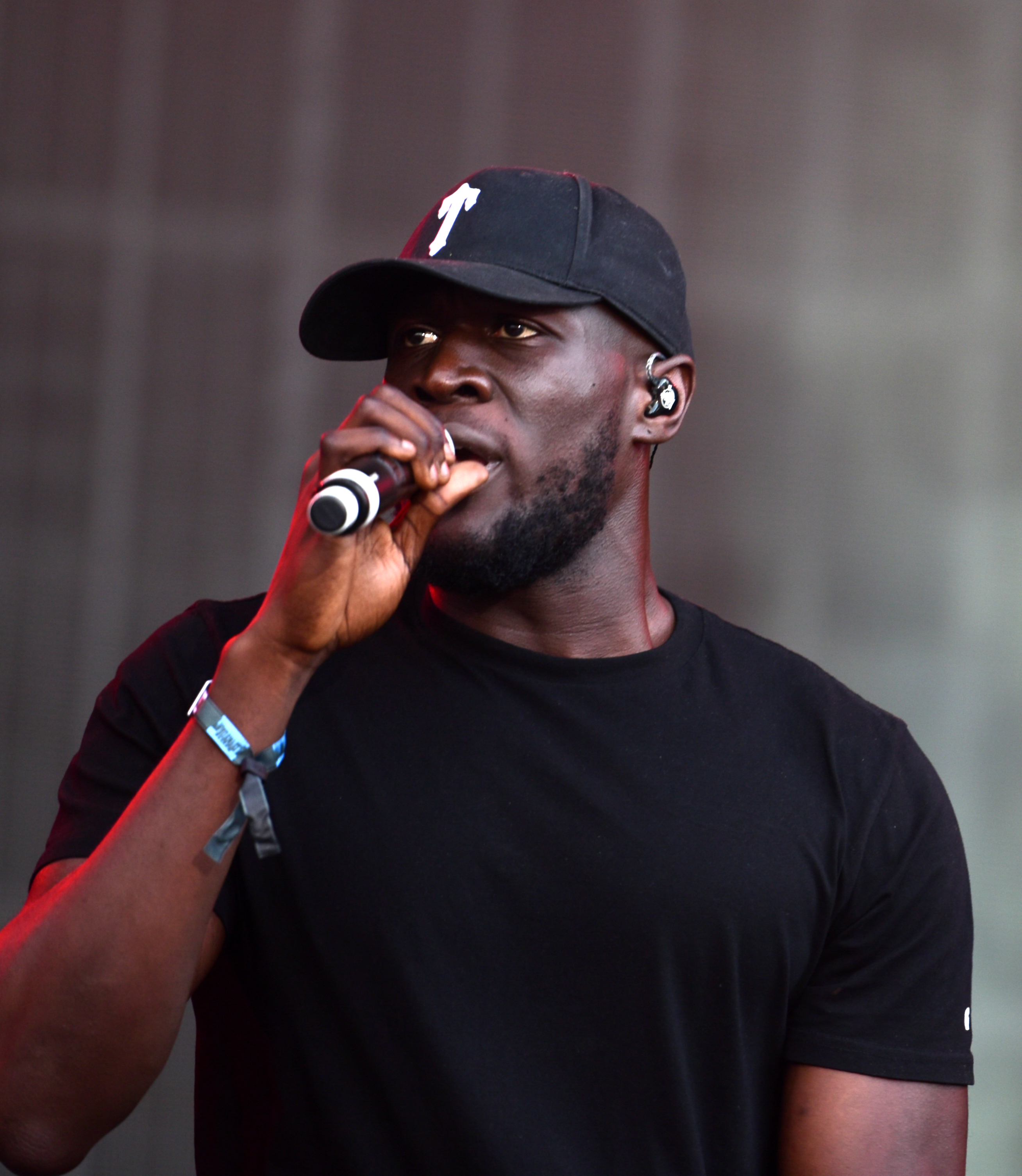
Stormzy (* 1993)

### Storn
- Stornes, Casper (* 1997), norwegischer Triathlet
- Stornes, Ken (* 1988), norwegischer Extremsportler
- Storni, Alfonsina (1892–1938), Dichterin und Schriftstellerin der argentinischen Avantgarde
- Storni, Bruno (* 1954), Schweizer Politiker (SP)
- Storni, Edgardo Gabriel (1936–2012), römisch-katholischer Erzbischof von Santa Fe de la Veracruz in Argentinien
- Storni, Giocondo (1817–1898), Schweizer römisch-katholischer Geistlicher
- Stornig, Patrick (* 1989), österreichischer Fußballspieler
- Störning, Heinrich († 1592), Kaufmann und Ratsherr der Hansestadt Lübeck
- Störning, Thomas (1571–1641), deutscher Kaufmann und Ratsherr der Hansestadt Lübeck
- Storno, Franz der Ältere (1821–1907), österreich-ungarischer Maler, Architekt, Restaurator und Kunstsammler

### Storo
- Storonsky, Nikolay (* 1984), britischer GeschäftsmannNikolay Storonsky (* 1984)

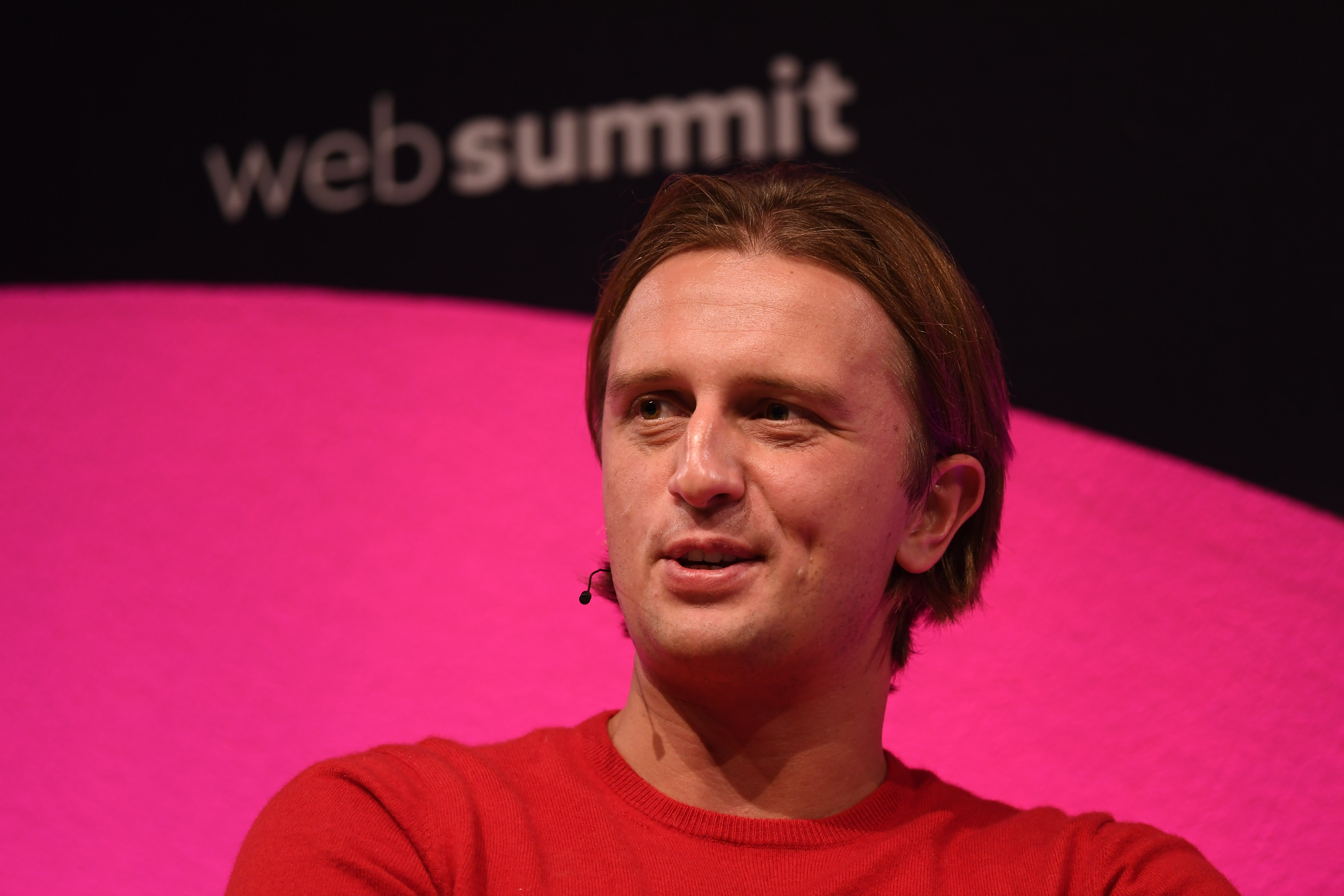
Nikolay Storonsky (* 1984)

- Storoschenko, Mychajlo (1937–2020), sowjetisch-ukrainischer Zehnkämpfer
- Storoschenko, Oleksa (1805–1874), ukrainischer Schriftsteller
- Storoschewa, Tatjana (* 1954), sowjetische Hürdenläuferin
- Storoschilowa, Darja Andrejewna (* 1993), russische Skilangläuferin
- Storoschkowa, Ljudmila Wassiljewna (1955–2022), sowjetische Sprinterin
- Storoschuk, Alexander Alexandrowitsch (* 1981), russischer Fußballspieler und Trainer
- Storoschuk, Dmytro (* 1985), ukrainischer Anwalt und Politiker, Erster stellvertretender Generalstaatsanwalt der Ukraine
- Storost, Jürgen (* 1940), deutscher Romanist, Sprachwissenschaftler und Wissenschaftshistoriker
- Storost, Ulrich (* 1946), deutscher Jurist
- Storozynski, Alex (* 1961), US-amerikanischer Journalist

### Storp
- Storp, Stephanie (* 1968), deutsche Leichtathletin
- Storp, Walter (1910–1981), deutscher Offizier, zuletzt Generalmajor der Luftwaffe im Zweiten Weltkrieg
- Storpirštis, Juozas (* 1947), litauischer Basketballschiedsrichter der FIBA und Sportpädagoge

### Storr
- Storr, Andreas (* 1968), deutscher Politiker (NPD), MdLAndreas Storr (* 1968)

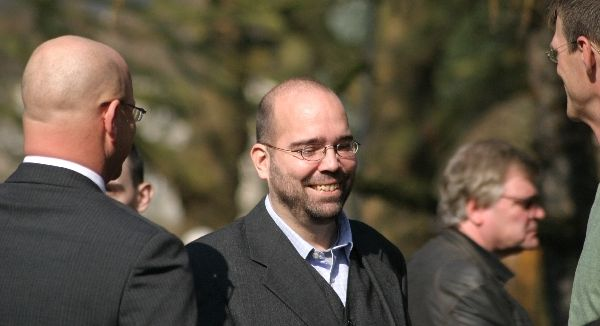
Andreas Storr (* 1968)

- Storr, Anthony (1920–2001), englischer Psychiater, Psychoanalytiker und Schriftsteller
- Storr, Catherine (1913–2001), englische Kinderbuchautorin
- Storr, Glen Milton (1921–1990), australischer Herpetologe und Ornithologe
- Storr, Gottlieb Conrad Christian (1749–1821), deutscher Naturforscher
- Storr, Gottlob Christian (1746–1805), deutscher evangelischer Theologe
- Storr, Hermann (* 1904), deutscher Tontechniker
- Storr, Jamie (* 1975), kanadischer Eishockeyspieler
- Storr, Johann Christian (1712–1773), deutscher evangelischer Geistlicher
- Storr, Johann Philipp (1665–1720), evangelischer Stadtpfarrer in Heilbronn (1695 bis 1720)
- Störr, Jürgen (* 1954), deutscher Künstler und Filmemacher
- Storr, Marcel (1911–1976), französischer Maler
- Storr, Martin (* 1970), deutscher Buchautor, Arzt und Professor für Innere Medizin und Gastroenterologie der Ludwig-Maximilians-Universität München
- Storr, Otto (1907–1990), österreichischer Schauspieler und Operettensänger
- Storr, Robert (* 1949), US-amerikanischer Kurator, Kunstkritiker und Maler
- Storr, Stefan (* 1968), deutscher Jurist und Universitätsprofessor
- Störr-Ritter, Dorothea (* 1955), deutsche Politikerin (CDU)
- Storrer, Angelika (* 1958), deutsche Sprachwissenschaftlerin, Hochschullehrerin und Autorin
- Storrer, Peter (1928–2016), Schweizer Bildhauer
- Storrier, David (1872–1910), schottischer Fußballspieler
- Storrier, Tim (* 1949), australischer Maler
- Störring, Gustav Ernst (1903–2000), deutscher Psychiater
- Störring, Gustav Wilhelm (1860–1946), deutscher Psychologe, Philosoph und Hochschullehrer
- Störring, Willi (1896–1978), deutscher Opernsänger (Tenor)
- Storrs, George (1796–1879), US-amerikanischer Prediger
- Storrs, Henry R. (1787–1837), US-amerikanischer Jurist und Politiker
- Storrs, John (1885–1956), amerikanischer Bildhauer, Maler und Grafiker
- Storrs, Natalie, US-amerikanische Schauspielerin
- Storrs, Ronald (1881–1955), britischer Kolonialbeamter
- Storrs, Seth (1756–1837), Vermonter Politiker und Mitgründer des Middlebury Colleges
- Storrs, William L. (1795–1861), US-amerikanischer Politiker
- Storry, Beth (* 1978), britische Feldhockeyspielerin

### Stors
- Storsberg, Annette (* 1955), deutsche Verwaltungsjuristin, Ministerial- und politische Beamtin (CDU)
- Storsberg, Karl-Heinz (1926–2004), deutscher Politiker (SPD)
- Størseth, Steffen (* 1975), norwegischer Ruderer
- Storskrubb, Bertel (1917–1996), finnischer Leichtathlet
- Storstein, Are (1951–2004), norwegischer Schauspieler
- Storstein, Silje (* 1984), norwegische Schauspielerin
- Storsveen, Rolf (* 1959), norwegischer Biathlet

### Stort
- Stort, Eva (1855–1936), deutsche Landschaftsmalerin und Grafikerin
- Störtebeker, Klaus († 1401), deutscher SeeräuberKlaus Störtebeker († 1401)

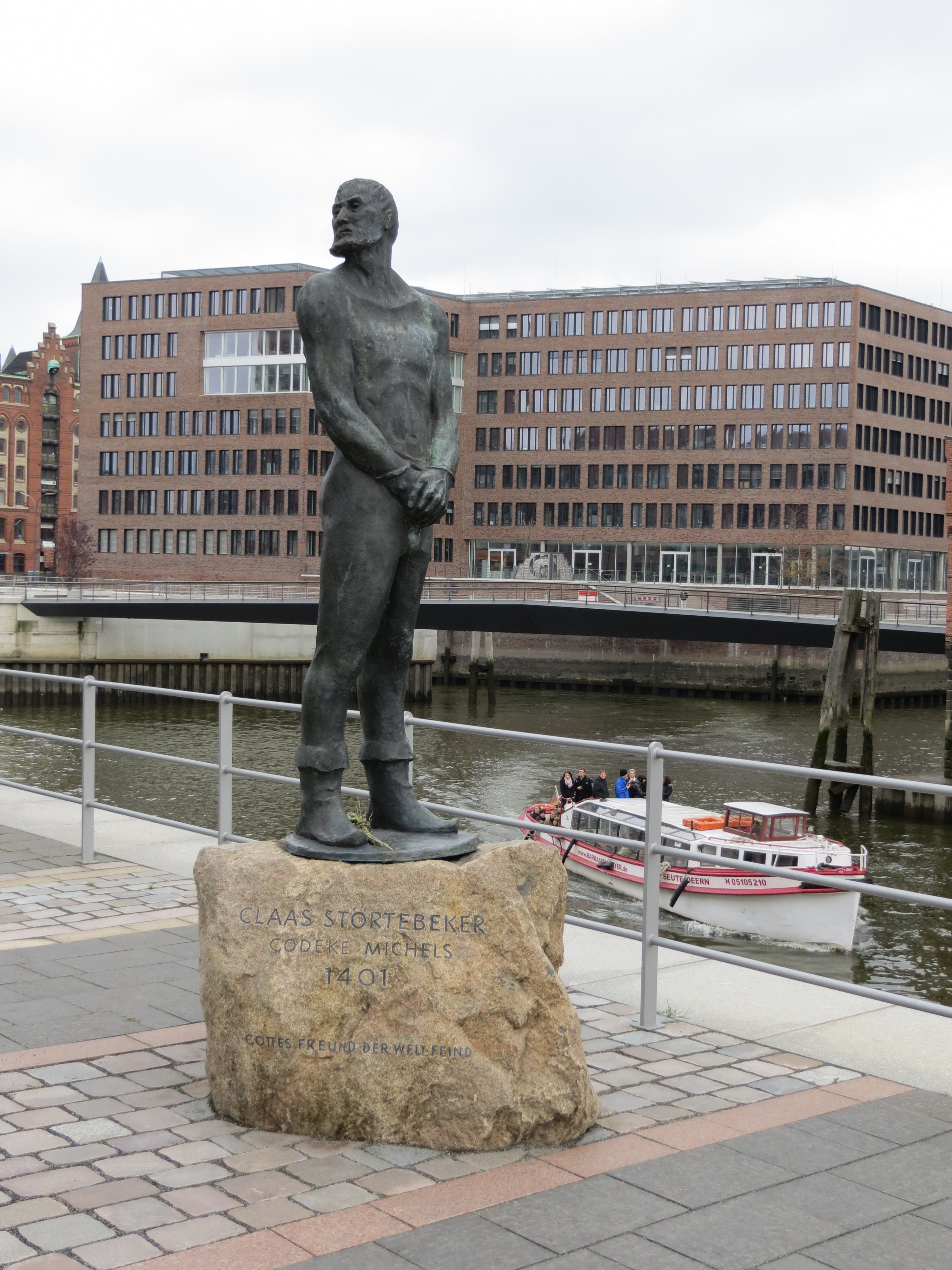
Klaus Störtebeker († 1401)

- Störtelberg, Eberhard († 1549), deutscher Kaufmann und Bürgermeister der Hansestadt Lübeck
- Störtenbecker, Nikolaus (1940–2022), deutscher Maler
- Storti, Cécile (* 1983), französische Skilangläuferin
- Storti, Julien, französischer Bogenbiathlet
- Stortini, Zack (* 1985), kanadischer Eishockeyspieler und -trainer
- Storton, Trevor (1949–2011), englischer Fußballspieler und -trainer
- Stortoni, Simone (* 1985), italienischer Radrennfahrer
- Stortschowa, Olena (* 1966), ukrainische Mittelstreckenläuferin
- Störtte, Siegfried (1929–2018), deutscher Kommunalbeamter

### Storw
- Storwick, Charlie (* 1998), kanadische Singer-Songwriterin und Schauspielerin

### Story
- Story Maskelyne, Nevil (1823–1911), englischer Geologe und Politiker, Mitglied des House of Commons
- Story, Brett, kanadische Drehbuchautorin und Regisseurin
- Story, Jack Trevor (1917–1991), britischer Schriftsteller
- Story, John (1504–1571), englischer Politiker und römisch-katholischer Märtyrer
- Story, John (* 1946), australischer Rechtsanwalt, Kanzler der University of Queensland
- Story, Joseph (1779–1845), amerikanischer Jurist
- Story, Karl (* 1967), US-amerikanischer Comiczeichner
- Story, Laura (* 1978), US-amerikanische Musikerin, Sängerin und Songwriterin christlicher Popmusik
- Story, Liz (* 1956), amerikanische Pianistin und Komponistin
- Story, Marcus Van (1920–1992), US-amerikanischer Musiker
- Story, Nelson (1874–1932), US-amerikanischer Politiker
- Story, Paul, australischer Spezialeffektkünstler
- Story, Tim (* 1970), US-amerikanischer Filmregisseur und Filmproduzent
- Story, William (1843–1921), US-amerikanischer Jurist und Politiker
- Story, William Edward (1850–1930), US-amerikanischer Mathematiker
- Story, William Wetmore (1819–1895), US-amerikanischer Bildhauer, Kunstkritiker und Dichter
- Story, Winston (* 1971), US-amerikanischer Schauspieler

### Storz
- Storz, Bernd (* 1951), deutscher Schriftsteller
- Storz, Christian (1832–1907), deutscher Politiker
- Storz, Christian (1865–1943), deutscher Jurist und Politiker (DtVP, VP), MdR
- Storz, Claudia (* 1948), Schweizer Schriftstellerin
- Storz, Coretta (* 1986), deutsche Politikerin (Bündnis 90/Die Grünen)
- Storz, Cornelia (* 1965), deutsche Ökonomin
- Storz, Dieter (* 1958), deutscher Militärhistoriker und Konservator
- Storz, Eberhard (* 1941), deutscher Schauspieler, Sänger und Hochschullehrer
- Storz, Erich (1927–2016), deutscher Sänger
- Storz, Gerhard (1898–1983), deutscher Schriftsteller, Wissenschaftler und Politiker (CDU), Kultusminister
- Storz, Gisela T. (* 1962), US-amerikanische Molekularbiologin
- Storz, Gottlieb (1852–1939), deutscher Brauer in den USA
- Storz, Guido (1847–1919), deutscher Ingenieur, Erfinder der Storzkupplung von Feuerwehrschläuchen
- Storz, Hans-Peter (* 1960), deutscher Politiker (SPD)
- Storz, Harald (* 1957), deutscher evangelischer Pfarrer, Heimatforscher und Sachbuchautor
- Storz, Harry Werner (1904–1982), deutscher Sprinter
- Storz, Johannes (1830–1918), deutscher Abgeordneter im württembergischen Landtag als Vertreter des Oberamts Tuttlingen (Schwarzwaldkreis)
- Storz, Karl (1897–1970), deutscher Verwaltungsjurist und Landrat
- Storz, Karl (1911–1996), deutscher Unternehmer und Erfinder, Gründer der Firma Karl Storz Endoskope
- Storz, Laura (* 1995), deutsche Schauspielerin, Hörspiel- und Synchronsprecherin
- Storz, Martin (1900–1995), deutscher Landwirt, Verwaltungsbeamter und Politiker (CDU), MdL
- Storz, Nadja (* 1984), deutsche Journalistin und Moderatorin
- Storz, Oliver (1929–2011), deutscher Regisseur, Filmproduzent, Drehbuchautor und Theaterkritiker
- Storz, Sybill (* 1937), deutsche Unternehmerin
- Storz, Thiemo (* 1991), deutscher Automobilrennfahrer
- Storz, Walter (1906–1974), deutscher Uhrmacher und Uhrenfabrikant
- Storz, Wolfgang (* 1954), deutscher Journalist
- Storz-Chakarji, Angelika Renate (* 1953), deutsche Diplomatin
- Störzel, Adolf Friedrich (1815–1889), deutscher Militärarzt, zuletzt Generalarzt
- Störzel, Georg (1782–1863), deutscher Jurist und Politiker
- Störzel, Julius (1817–1902), deutscher Jurist und Instanzenrichter
- Störzenhofecker, Armin (* 1965), deutscher Fußballspieler
- Störzer, Gerd (* 1948), deutscher Fußballspieler und Trainer
- Storzer, Gerd Lukas (* 1972), deutscher Schauspieler
- Störzner, Frank (* 1958), deutscher Autor von Sachbücher
- Störzner, Friedrich Bernhard (1861–1933), deutscher Kantor und Lehrer, Autor von Heimatbüchern